# Draper Kauffman

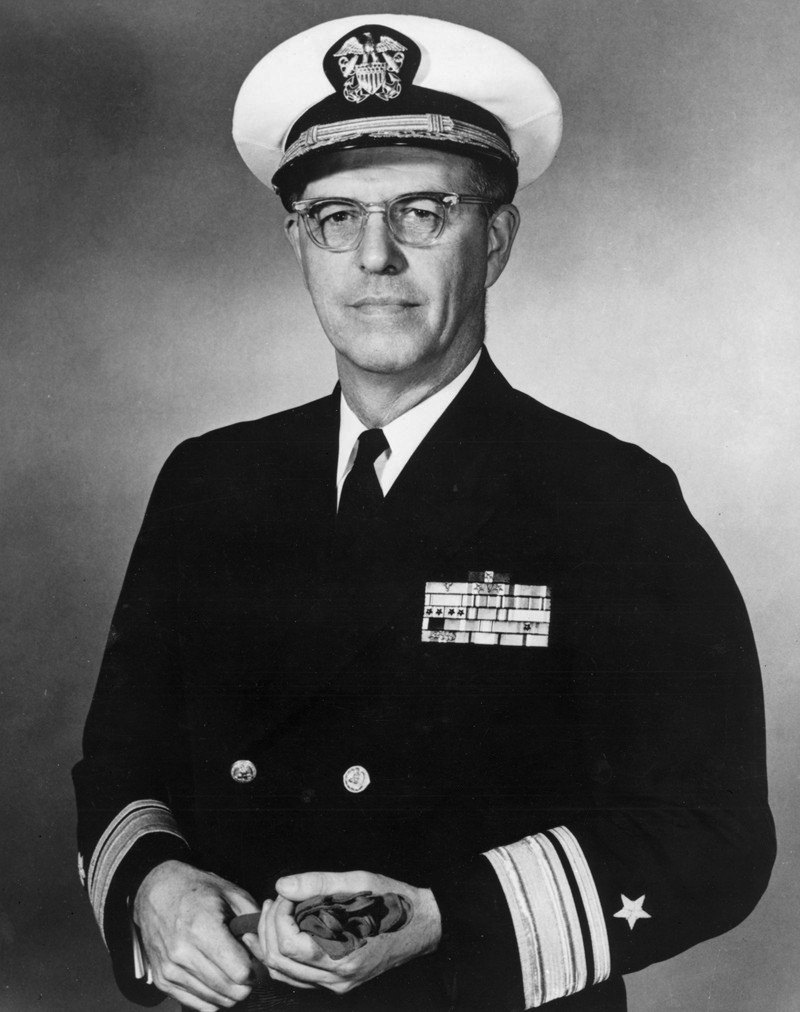
Draper Kauffman

Draper Laurence Kauffman (* 4. August 1911 in San Diego, San Diego County, Kalifornien; † 18. August 1979 in Budapest, Ungarn) war ein Konteradmiral der United States Navy. Er war unter anderem Leiter (Superintendent) der United States Naval Academy (USNA).

## Leben
Er war ein Sohn von Vizeadmiral James Laurence Kauffman (1887–1963) und dessen Frau Elizabeth Draper (1886–1966). Im Jahr 1933 absolvierte er die United States Naval Academy in Annapolis in Maryland. Aufgrund einer Sehbehinderung wurde er aber nicht in den aktiven Marinedienst übernommen. Stattdessen wurde er für die amerikanische Reederei United States Lines tätig, deren Schiffe unter anderem zwischen amerikanischen und europäischen Häfen unterwegs waren.
Im Jahr 1940 gab er diese Tätigkeit auf. Stattdessen trat er einer aus amerikanischen Freiwilligen bestehenden Ambulanzeinheit in Paris bei. Nach dem deutschen Einmarsch in Frankreich im Zuge des Zweiten Weltkriegs wurde er im Juni 1940 von den Deutschen inhaftiert. Zwei Monate später gelang ihm die Flucht über Spanien und Portugal nach England. Dort wurde er in die Reserve der Royal Navy aufgenommen. In der Folge war er unter anderem bei Bombenentschärfungen in London eingesetzt. Dabei entwickelte er sich zu einem Fachmann auf diesem Gebiet.
Im November 1941 bewarb sich Kauffman erneut um eine Aufnahme in die amerikanische Kriegsmarine. Aufgrund seiner inzwischen in England erlangten Kenntnisse auf dem Gebiet der Bombenentschärfung wurde er in deren Reserve angenommen. In der amerikanischen Kriegsmarine durchlief er anschließend alle Offiziersränge bis zum Konteradmiral. Nach dem japanischen Angriff auf Pearl Harbor wurde er dorthin beordert. Dort gelang es ihm, eine japanische Bombe zu entschärfen. Dadurch erhielt das amerikanische Militär Erkenntnisse über technische Details japanischer Bomben. Für diese Tat wurde er mit dem Navy Cross ausgezeichnet.
Im weiteren Verlauf war Kauffman an der Errichtung von Spezialschulen zur Bombenentschärfung für die Navy und die United States Army beteiligt. Im Jahr 1943 war er Begründer der ersten Bombenentschärfungkommandos in der amerikanischen Kriegsmarine. Dabei handelte es sich um frühe Vorgänger der heutigen United States Navy SEALs. Im weiteren Verlauf des Kriegs leitete er solche Kommandos im Pazifikkrieg. In dieser Eigenschaft war er unter anderem an der Schlacht um Saipan, an den Kämpfen um Tinian und Guam, der Schlacht um Iwojima und der Schlacht um Okinawa beteiligt.
Im Februar 1946 wurde Draper Kauffmann zur Joint Task Force One versetzt. Diese leitete die Operation Crossroads, die zweite Kernwaffentestoperation der US-amerikanischen Streitkräfte. Nach zwischenzeitlich anderen Verwendungen unter anderem auf verschiedenen Kriegsschiffen und einem Studium am Naval War College gehörte er dem Stab des Chief of Naval Operations an, wo er für die Gründung der U.S. Navy Radiological Safety School verantwortlich war. Im Jahr 1955 wurde er zum Stab des Heeresministers versetzt. Zwischen August 1957 und August 1958 war er Kapitän des Truppentransportschiffs USS Bexar. Danach gehörte er dem Stab der Pazifikflotte an. Im Jahr 1960 kommandierte er für einige Monate den Schweren Kreuzer USS Helena (CA-75). Danach kommandierte er bis 1962 die Zerstörer-Gruppe Destroyer Flotilla Three. Anschließend leitete er die Stabsabteilung für Strategie und Planungen im Marinehauptquartier.
Am 12. Juni 1965 übernahm Draper Kauffman als Nachfolger von Charles S. Minter Jr. als Superintendent die Leitung der Marineakademie in Annapolis. Dieses Amt bekleidete er bis zum 22. Juni 1968 als Lawrence Heyworth Jr. seine Nachfolge antrat. Seine nächste Mission führte ihn auf die Philippinen. Dort übernahm er das Kommando über die lokalen amerikanischen Marinestreitkräfte (Commander of the U.S. Naval Forces in the Philippines). Diese Aufgabe erfüllte er bis zum Juni 1970, als er mit dem Oberbefehl über den 9. Marinebezirk (9th Naval District) betraut wurde. Dessen Hauptquartier befand sich bei der Great Lakes Naval Station in der Nähe von North Chicago in Illinois. Im Jahr 1973 beendete er diese Tätigkeit und ging in den Ruhestand.
Von 1974 bis 1976 leitete er das Marion Military Institute. Der seit 1943 mit Margaret Cary Tuckerman (1922–1983) verheiratete Offizier starb am 18. August 1979 in der ungarischen Hauptstadt Budapest, wo er mit einer Gruppe ehemaliger Absolventen der Marineakademie auf Städtetour unterwegs war. Er wurde auf dem Friedhof der Marineakademie in Annapolis in Maryland beigesetzt.

## Orden und Auszeichnungen
Draper Kauffman erhielt im Lauf seiner militärischen Laufbahn unter anderem folgende Auszeichnungen:
- Navy Cross
- Navy Distinguished Service Medal
- Legion of Merit